# 2-es főút (Magyarország)

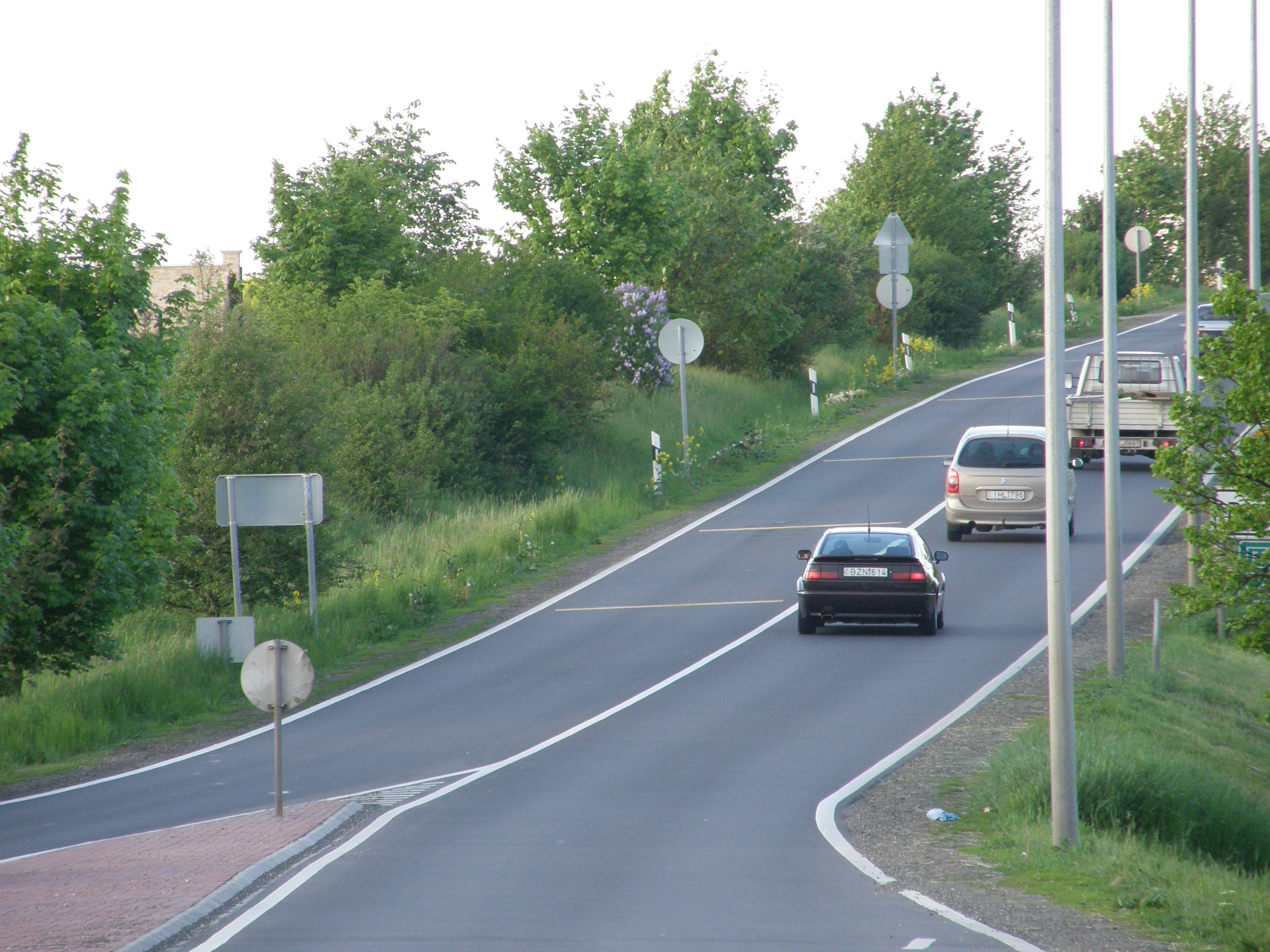
A 2-es főút

A 2-es főút Budapesttől Parassapusztáig ér. Váctól az országhatárig az E77-es európai főútvonal része.

## Fekvése
Az út Budapesten a Clark Ádám téri „0” kilométerkőnél kezdődik. A várost a Váci úton hagyja el, majd a Duna folyam bal partja mentén halad északnak egészen Vác városáig, ahol a folyót elhagyva továbbra is északi irányban átkel a Börzsöny hegységen, majd közvetlenül az Ipoly folyó völgye előtt éri el az országhatárt.

## Története
A 2-es főút eredetileg Budapestet kötötte össze Kassával az Ipoly mentén, Vácon, Balassagyarmaton, Szécsényen, Losoncon, Rimaszombaton és Rozsnyón keresztül. Az Ipolyon eredetileg Ráróspusztánál lépett át a második világháborúban elpusztult és csak 2011-ben újra átadott hídon. Ezt a nyomvonalát rögzítette 1934-ben a kereskedelem- és közlekedésügyi miniszter 70 846/1934. számú rendelete is (melynek értelmében a Rétság-Parassapuszta közti szakasz másodrendű főútként a 12-es számot viselte). A második világháború idején, az első és második bécsi döntést követő időszakban ténylegesen is Kassáig lett meghosszabbítva, Rimaszombat-Tornalja-Rozsnyó érintésével.
1945 után került megváltoztatásra a nyomvonala, azóta Rétság után északra fordul, hogy már Hont-Parassapusztánál, közvetlenül Ipolyság városa és a városban található Ipoly-híd előtt kilépjen az országból. A Rétság-Szécsény közötti korábbi szakasza napjainkra a 22-es főút részévé vált, míg Szécsénytől Ráróspusztáig a 2205-ös számú mellékúthoz tartozik, bár ez utóbbi nem az újjáépült hídon lép át Szlovákiába, hanem Ipolytarnócnál.
Jelenleg is a Magyarországról Lengyelország (Krakkó) irányába tartó forgalom fő közlekedési folyosója. A Vác és Parassapuszta közötti 38,6 kilométeres szakaszát 2006 októberében adták át újra a forgalomnak 1 évig tartó felújítás után.

## Települései
Budapest (Váci út), Dunakeszi, Göd, Sződliget, Vác, Szendehely, Rétság, Borsosberény, Nagyoroszi, Drégelypalánk, Hont, Parassapuszta.